# Palatinato-Mosbach
Il Palatinato-Mosbach fu uno Stato del Sacro Romano Impero incentrato attorno alle località di Mosbach ed Eberbach nell'odierna parte settentrionale del Land tedesco del Baden-Württemberg. La dinastia che lo governò appartenne a un ramo cadetto dei Wittelsbach, la casa di Baviera e del Palatinato. A queste terre furono poi aggiunte in seguito quelle del Palatinato-Neumarkt. Esistette dal 1410 al 1499, finché non venne riassorbito nelle terre del Palatinato Elettorale.

## Vicende storiche

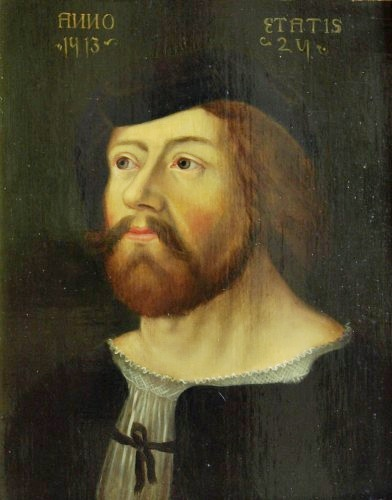
Otto I del Palatinato-Mosbach

### Otto I del Palatinato-Mosbach
Il Palatinato-Mosbach si formò nel 1410 quando alla sua morte re Roberto del Palatinato divise in eredità i suoi possedimenti del Palatinato Elettorale, tra i suoi quattro figli. A suo figlio minore, chiamato Otto I del Palatinato-Mosbach (24 agosto 1390 – 5 luglio 1461), spettò il Palatinato-Mosbach con il titolo di Conte Palatino.
Otto I fece di Mosbach la capitale dei suoi stati e lì iniziò la costruzione di una nuova residenza. In seguito Otto I divenne il reggente fino al 1442 del Palatinato Elettorale e custode di suo nipote minorenne, il futuro Ludovico IV del Palatinato, dopo che suo fratello Ludovico III del Palatinato era tornato molto malato da un pellegrinaggio a Gerusalemme, morendo poco tempo dopo.
Nel 1448 Otto I ereditò anche la metà del Palatinato-Neumarkt dal nipote Cristoforo di Baviera e comprò la restante parte da suo fratello Stefano del Palatinato-Simmern-Zweibrücken, per formare il Palatinato-Mosbach-Neumarkt, facendo anche di Neumarkt una delle sue residenze. Otto I morì a Reichenbach am Regen nel 1461 e venne tumulato nella locale abbazia benedettina.

### Otto II del Palatinato-Mosbach
Il figlio ed erede del precedente fu Otto II del Palatinato-Mosbach che nacque nel 1435. Successe a suo padre nel 1461 e passò la maggior parte della sua vita a Neumarkt, nell'Alto Palatinato. Otto II riuscì a porre termine ad una lunga disputa tra i Wittelsbach e la casa di Wolfstein, acquisendo il castello di Wolfstein dai Neuschönenbergs.
Otto II aveva forti interessi nell'astronomia e nella matematica, tanto da guadagnarsi il titolo di "Mathematicus"; nel suo castello di Neumarkt installò un osservatorio astronomico. Nel 1490 si dimise dal governo dei suoi stati e trasferì tutti i suoi diritti sovrani all'elettore Filippo del Palatinato, così da ritirarsi a vita privata e dedicarsi ai suoi studi scientifici. Otto II morì 1499 senza avere avuto degli eredi.